# القنب الهندي في زامبيا
القنب الهندي في زامبيا غير قانوني للاستخدام الترفيهي. في ديسمبر 2019, بموجب قرار بالإجماع، تم التصديق عليه لأغراض التصدير والأدوية فقط. يُعرف القنب باسم mbanje أو chwang أو dobo في زامبيا.
في مارس 2017, أوضح وزير الشؤون الداخلية ستيفن كامبيونغو أنه من القانوني زراعة القنب للاستخدام الطبي إذا تم الحصول على ترخيص من وزير الصحة. في مايو 2017 ، صرح وزير الصحة د. شيتالو تشيلوفيا أنه لا ينوي إصدار أي تراخيص زراعة.